# Berechja
R. Berechja (auch Berekhja, in den Midraschim, wo er über 300 Mal zitiert wird, oft Berekhja ha-Kohen, in beiden Talmuden Hakohen oder Berabbi genannt) war ein Amoräer der fünften Generation in Palästina und lebte und wirkte im vierten nachchristlichen Jahrhundert.
Er war Sohn des Chija, von Geburt Babylonier, aber vermutlich schon in jungen Jahren nach Palästina gekommen.
Berechja war der wichtigste Schüler Chelbos und wird sehr häufig als dessen Tradent aufgeführt.
Bekannte Aussprüche Berechjas sind:
Wohl dem Menschen, der die Sünde beherrscht und sich von ihr nicht beherrschen lässt (zu Ps 32.1)
Wohl dem, dessen Todesstunde der Stunde seiner Geburt gleicht, der so rein und unschuldig stirbt, wie er geboren wurde (zu Koh 3.2)